# Yuyun Yuniar
Yuyun Yuniar je indonéská sportovní lezkyně, bývalá reprezentantka a vicemistryně Asie v lezení na rychlost.

## Závodní výsledky
| Mistrovství Asie | Mistrovství Asie | Mistrovství Asie | Mistrovství Asie |
| Rok              | 2000             | 2003             | 2006             |
| ---------------- | ---------------- | ---------------- | ---------------- |
| Rychlost         | 2                | 3                | 3                |